# HD 40307
HD 40307是一個位於繪架座的橙矮星，距離地球約42光年。它的名稱是來自HD星表。HD 40307 的質量稍微小於太陽。它在大約1900年或之前被觀測到，收錄於波恩星表。2008年發現該恆星有三顆系外行星環繞。2012年再發現另外三顆行星環繞該恆星。新發現的這三顆行星中，HD 40307 g是一顆公轉週期約200日的超級地球，並且液態水也許可以存在於它的表面（仍需進一步觀測資料確認）。

## 觀測歷史與名稱
HD 40307這個名稱是來自HD星表。該星表是基於1911到1915年安妮·坎农和其合作者分析的恆星光譜分類資料，並於1918和1924年出版。它不像天狼星等恆星有固有名稱。

## 特徵
HD 40307是一個光譜類型 K-型的恆星，屬於橙矮星。此外，它的半徑和質量大約是太陽的四分之三。HD 40307觀測到的表面溫度稍低於5000 K，這在 K-型恆星中相對溫度較高，相當接近太陽這類典型 G-型恆星的表面溫度。
發現HD 40307周圍系外行星的天文學家認為，母恆星的金屬量會決定形成的行星會是像地球這樣的類地行星或者是木星這類的氣體巨行星。

### 距離和亮度
儘管HD 40307距離地球大約42光年，其視星等是7.17。大約41.3萬年前HD 40307距離地球只有大約6.4光年。

## 行星系

HD 40307 所屬三顆行星的軌道。

在經過五年的觀測以後，歐洲南天天文台於2008年6月宣布在該顆恆星周圍找到三顆超級地球。這三顆恆星都使用高精度徑向速度行星搜索器以徑向速度法發現。這三顆行星都相當接近母恆星，最遠的一顆距離母恆星的距離只有水星和太陽距離的三分之一 。這些行星質量比地球大，但可能小於天王星和海王星。動力系統的分析認為這三顆行星是氣體巨行星，而非類地行星。徑向速度的量測存在一個線性的趨勢，暗示可能有另一個週期較長的伴星存在。
2012年另一個由赫特福德大學的天文學家米科·圖米（Mikko Tuomi）帶領的團隊獨立分析資料後確認HD 40307另外有三顆行星存在。
系統中的5顆行星非常靠近母恆星，而這5顆行星最遠者距離母恆星相當於水星和太陽距離的一半。最外側的第6顆行星與母恆星距離接近太陽和金星距離，位於能讓液態水存在的適居帶。
該行星系統中各行星的質量下限在3到10倍地球質量之間，介於地球和天王星或海王星之間。最內側行星的動力學分析顯示HD 40307 c和HD 40307 d是氣體巨行星，而HD 40307 b是類地行星。最新的發現也代表經由動力學分析可能會有行星真實質量遠高於質量下限的狀況。
| 成員 (依恆星距離) | 质量               | 半長軸 (AU)            | 轨道周期 (天)          | 離心率           | 傾角 | 半径 |
| ----------------- | ------------------ | ---------------------- | ---------------------- | ---------------- | ---- | ---- |
| b                 | ≥ 4.0 +0.8 −0.7 M⊕ | 0.0468 +0.0023 −0.0024 | 4.3123 +0.0011 −0.0012 | 0.20 +0.16 −0.14 | —    | —    |
| c                 | ≥ 6.6 +1.1 −1.0 M⊕ | 0.0799 ± 0.0040        | 9.6184 +0.0050 −0.0049 | 0.06 +0.06 −0.11 | —    | —    |
| d                 | ≥ 9.5 +1.7 −1.5 M⊕ | 0.1321 +0.0066 −0.0064 | 20.432 +0.022 −0.024   | 0.07 +0.11 −0.07 | —    | —    |
| e                 | ≥ 3.5 ± 1.4 M⊕     | 0.1886 +0.083 −0.0104  | 34.62 +0.21 −0.20      | 0.15 +0.13 −0.15 | —    | —    |
| f                 | ≥ 5.2 +1.5 −1.6 M⊕ | 0.247 +0.011 −0.014    | 51.76 +0.50 −0.46      | 0.02 +0.20 −0.02 | —    | —    |
| g                 | ≥ 7.1 ± 2.6 M⊕     | 0.600 +0.034 −0.033    | 197.8 +9.0 −5.7        | 0.29 +0.31 −0.29 | —    | —    |

## 外部連結
- A Trio of Super-Earths: A harvest of low-mass exoplanets discovered with HARPS, press release, European Southern Observatory, ESO 19/08, June 16, 2008.